# USS Sabalo (SS-302)
Za druga plovila z istim imenom glejte USS Sabalo.
USS Sabalo (SS-302) je bila jurišna podmornica razreda balao v sestavi Vojne mornarice Združenih držav Amerike.